# Robert Stout
Robert Stout (ur. 28 września 1844 w Lerwick, zm. 19 lipca 1930 w Wellington) – nowozelandzki polityk i prawnik, dwukrotnie pełnił funkcję premiera Nowej Zelandii, a następnie – jako jedyny w historii były premier – stanął na czele nowozelandzkiego Sądu Najwyższego.
Z pochodzenia był Szkotem, dorastał na Szetlandach. Odebrał wykształcenie nauczyciela i geodety, a jako 19-latek wyemigrował do Nowej Zelandii, gdzie osiadł w Dunedin. Próbował znaleźć pracę w górnictwie złota, a gdy mu się to nie udało, postanowił kontynuować edukację, tym razem na kierunku prawniczym. W 1871 – po czterech latach pracy w kancelarii prawnej na stanowiskach pomocniczych – uzyskał prawo samodzielnego wykonywania zawodu adwokata. Mimo absorbującej pracy zawodowej, nie przerwał nauki i dalej studiował ekonomię polityczną oraz teorię moralności.
Karierę polityczną rozpoczynał od zasiadania w Radzie Prowincji Otago. W 1876 został wybrany do parlamentu całej kolonii, a dwa lata później został prokuratorem generalnym w gabinecie George’a Greya. Starał się wprowadzić system stosunków ziemskich, w ramach którego grunty uprawne byłyby własnością państwową, dzierżawioną przez rolników. Chciał w ten sposób uniemożliwić powstanie w Nowej Zelandii silnej klasy posiadaczy ziemskich, której istnienie było jego zdaniem jedną z najważniejszych bolączek ówczesnego brytyjskiego społeczeństwa.
W 1879 wycofał się z polityki, oficjalnie tłumacząc to koniecznością ratowania swojej praktyki adwokackiej (jego wspólnik poważnie zapadł wówczas na zdrowiu i firma została bez szefa). Nieoficjalnie mówiło się o jego konflikcie z premierem. W tym czasie nawiązała się jego przyjaźń z innym byłym ministrem – Johnem Ballance'm. Obaj panowie rozmyślali nad koniecznością powołania w Nowej Zelandii partii politycznej z prawdziwego zdarzenia (dotychczas polityka kolonii opierała się na doraźnych i nieformalnych stronnictwach).
Stout powrócił do parlamentu po wyborach z 1884 roku i zawarł strategiczny sojusz z byłym premierem Juliusem Vogelem. Wkrótce później Stout i Vogel zdołali przeforsować wotum nieufności dla rządu Harry’ego Atkinsona i utworzyli swój gabinet, w którym Stout został premierem, a Vogel ministrem finansów. Po niespełna dwóch tygodnia Atkinson obalił ten rząd i bez powodzenia próbował odbudować własny, jednak siedem dni później parlament powtórnie udzielił mu wotum nieufności, a Stout objął władzę na kolejne trzy lata. Najważniejszymi punktami jego programu była rozbudowa kolei, zwiększenie liczby szkół średnich i reformy gospodarcze. Sytuacja ekonomiczna systematycznie się jednak pogarszała. W 1887 premier nie zdołał obronić w wyborach swego mandatu parlamentarnego, co automatycznie oznaczało koniec jego gabinetu.
Stout po raz kolejny powrócił do pracy adwokackiej, a tymczasem jego przyjaciel Ballance założył pierwszą poważną nowozelandzką partię – Partię Liberalną, doszedł z nią do władzy i został premierem. Wkrótce potem Ballance poważnie zachorował i namaścił Stouta na swego następcę. Z myślą o tym były premier powrócił w 1893 do parlamentu, jednak nie zdołał wygrać wyborów na lidera partii, ulegając w nich dawnemu zastępcy BalLance’a, Richardowi Seddonowi. Stout pozostał w parlamencie do 1898, będąc zagorzałym krytykiem przywódcy własnej partii.
W 1899 rozpoczął wypełnianie drugiej ze swych kluczowych życiowych ról – został prezesem Sądu Najwyższego Nowej Zelandii. Był wielkim zwolennikiem resocjalizacji zamiast surowego karania, odegrał też dużą rolę w porządkowaniu nowozelandzkiego porządku prawnego. Przeszedł na emeryturę po 27 latach, w 1926 roku. Zmarł w Wellington cztery lata później, w wieku 85 lat.
Od 1886 używał tytułu sir, do którego miał prawo jako kawaler Orderu św. Michała i św. Jerzego klasy Rycerz Komandor. W 1921 został powołany w skład Tajnej Rady.